# Conache-tó
A Conache-tó a perui La Libertad megye egyik kedvelt turisztikai célpontja.

## Leírás
A kis, mindössze 9 hektáros tó a Peru északi részén fekvő La Libertad megyében, Laredo tartományban található a Moche folyó termékeny völgyének déli részén körülbelül 80 méteres tengerszint feletti magasságban. Trujillo városközpontjától mintegy 8 km-re keletre található, tőle délre és keletre pedig már száraz, sivatagos vidékek és hegységek terülnek el.
A régen jóval kisebb tó mai, nagyobb területét az emberi beavatkozásnak köszönheti: a Chavimochic nevű öntözési terv megvalósulása során elszivárgó vizek segítségével nőtt meg. Később néhány vállalkozó úgy döntött, turisztikailag hasznosítja: ma már lehetőség van a tónál és a környéken homokdeszkázásra és canopyzásra is, valamint több vendéglő is felépült, amelyekben helyi specialitásokat tálalnak. A közel heti 700 látogató mintegy 10%-a külföldi.
A környék fő fafaját a helyiek algarrobo néven említik. A tó partjain a szittyófélék és a Schoenoplectus californicus nevű palkaféle növény a legelterjedtebb. Állatai között megtalálhatók a tőkés récék, a nagy kócsagok, a guvatfélék, a Mimus longicaudatus nevű gezerigó, a halak közül pedig a tilápia és a charcoca. Ez utóbbiak azért különösen hasznosak, mert elfogyasztják a maláriát és Dengue-lázat terjesztő szúnyogok petéit és lárváit.